# Lindera laureola
Lindera laureola är en lagerväxtart som beskrevs av Collett & Hemsl.. Lindera laureola ingår i släktet Lindera och familjen lagerväxter. Inga underarter finns listade i Catalogue of Life.